# Arrondissement Limoges
Arrondissement Limoges (fr. Arrondissement de Limoges) je správní územní jednotka ležící v departementu Haute-Vienne a regionu Limousin ve Francii. Člení se dále na 28 kantonů a 108 obce.

## Kantony
| - Aixe-sur-Vienne - Ambazac - Châlus - Châteauneuf-la-Forêt - Eymoutiers - Laurière - Limoges-Beaupuy - Limoges-Carnot - Limoges-Centre - Limoges-Cité - Limoges-Condat - Limoges-Corgnac - Limoges-Couzeix - Limoges-Émailleurs | - Limoges-Grand-Treuil - Limoges-Isle - Limoges-La Bastide - Limoges-Landouge - Limoges-Le Palais - Limoges-Panazol - Limoges-Puy-las-Rodas - Limoges-Vigenal - Nexon - Nieul - Pierre-Buffière - Saint-Germain-les-Belles - Saint-Léonard-de-Noblat - Saint-Yrieix-la-Perche |